# Gaspare Traversi
Gaspare Traversi (n. 1722, Napoli, Regatul Neapolelui – d. 1 noiembrie 1770, Trastevere, Roma, Statele Papale) a fost un pictor italian în stil rococo, cunoscut mai ales pentru lucrările sale de gen. Activ mai ales în orașul natal Napoli, a pictat și în întreaga Italie, inclusiv în timpul unei șederi în Parma.
Se pare că Gaspare s-a născut într-o familie de negustori genovezi care locuiau în Napoli. Se pare că a fost botezat la 15 februarie 1722, în biserica Santa Maria dell'Incoronatella⁠(d) din Napoli sub numele Gasparro Giovanni Battista Pascale Traversa. A fost ucenicul lui Francesco Solimena⁠(d). A fost contemporan cu alți elevi de-ai lui Solimena, Giuseppe Bonito (1707–1789), de asemenea pictor de gen, și Francesco de Mura⁠(d) (1696–1784). A fost activ mai ales între 1732 și 1769.
Traversi poate fi descris ca un Hogarth, Steen⁠(d) sau Longhi⁠(d) napolitan, lucrând într-un stil caravaggist⁠(d). Picturile satirice ale lui Traversi înfățișează în mod tipic grupuri animate de protagoniști burghezi care par comprimați fizic într-un spațiu pictural interior care abia îi poate cuprinde. Expresiile faciale sunt vii și variate; unele dintre personaje, adesea copii, se uită direct spre privitor. Femeile sunt adesea plasate fie într-o situație ridicolă sau ironică în timp ce bărbații privesc sau participă având alte intenții în minte.  Acestea pot fi văzute ca elaborări ale povestirilor moraliste, cum ar fi Ghicitorul lui Caravaggio, subiect pe care Traversi l-a descris și el, dar sufrageriile lui Traversi sunt mai dens populate, iar emoțiile, precum și situațiile, sunt dezechilibrate.
Deși nu a avut elevi, influența sa a fost semnificativă și poate fi observată în lucrările lui Lorenzo de Caro⁠(d), Giuseppe Bonito și Orazio Solimena⁠(d).
Traversi a fost punctul central al unei monografii de Roberto Longhi⁠(d).

## Galerie

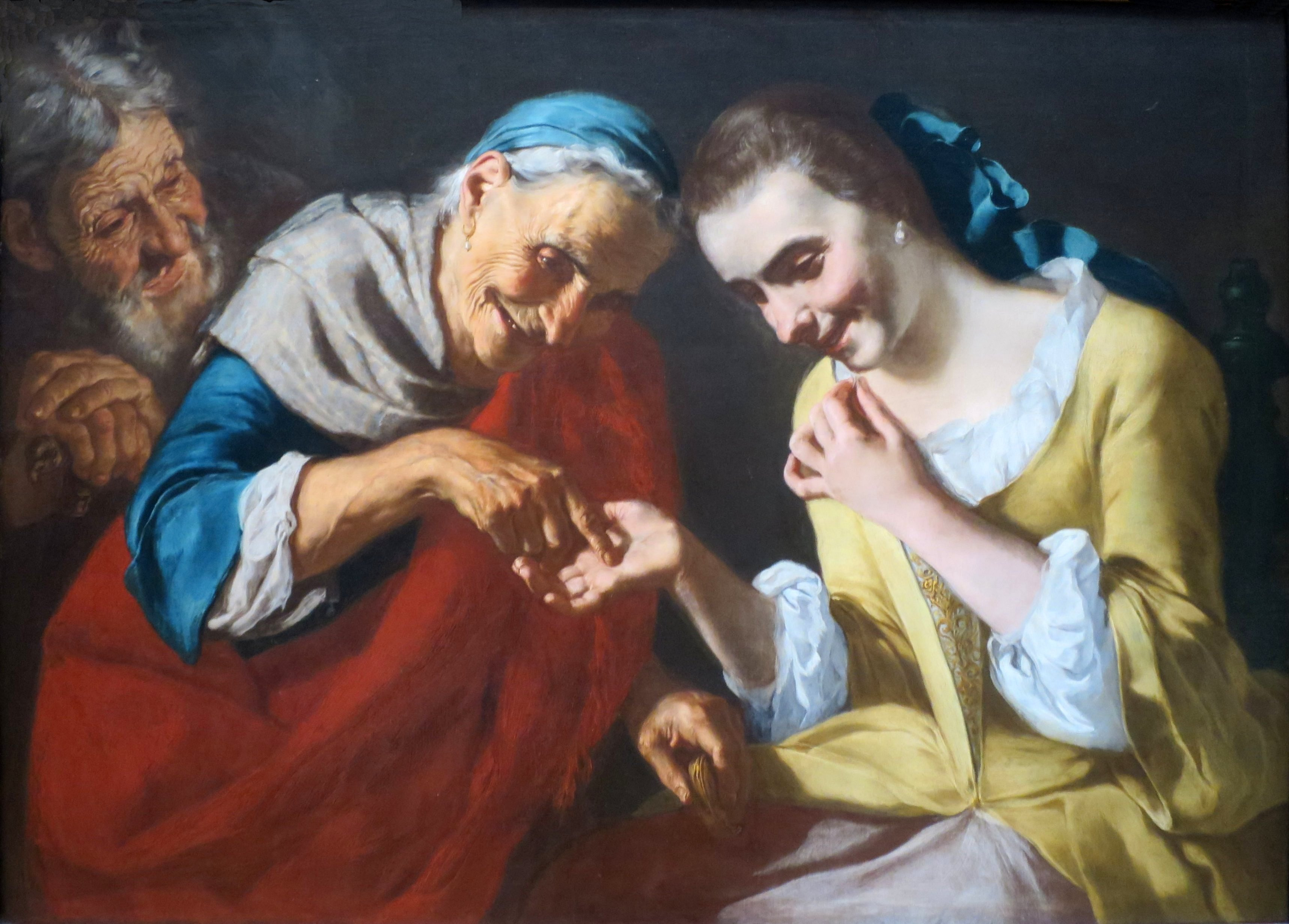
Ghicitoare și hoți de buzunare
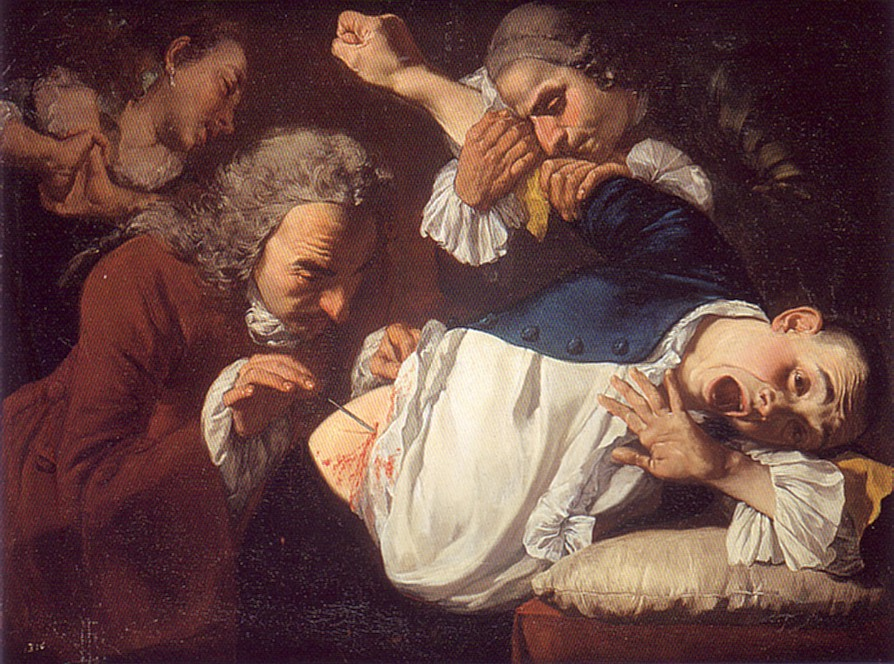
Chirurgul inspectează rana
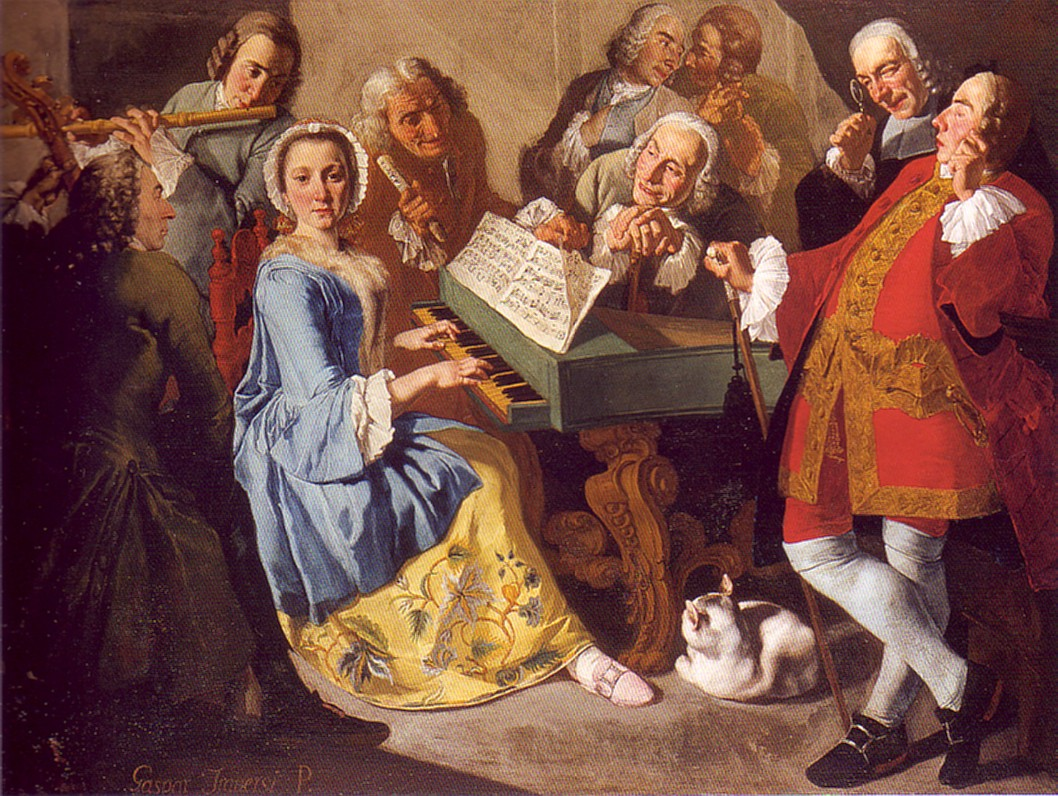
Concertul
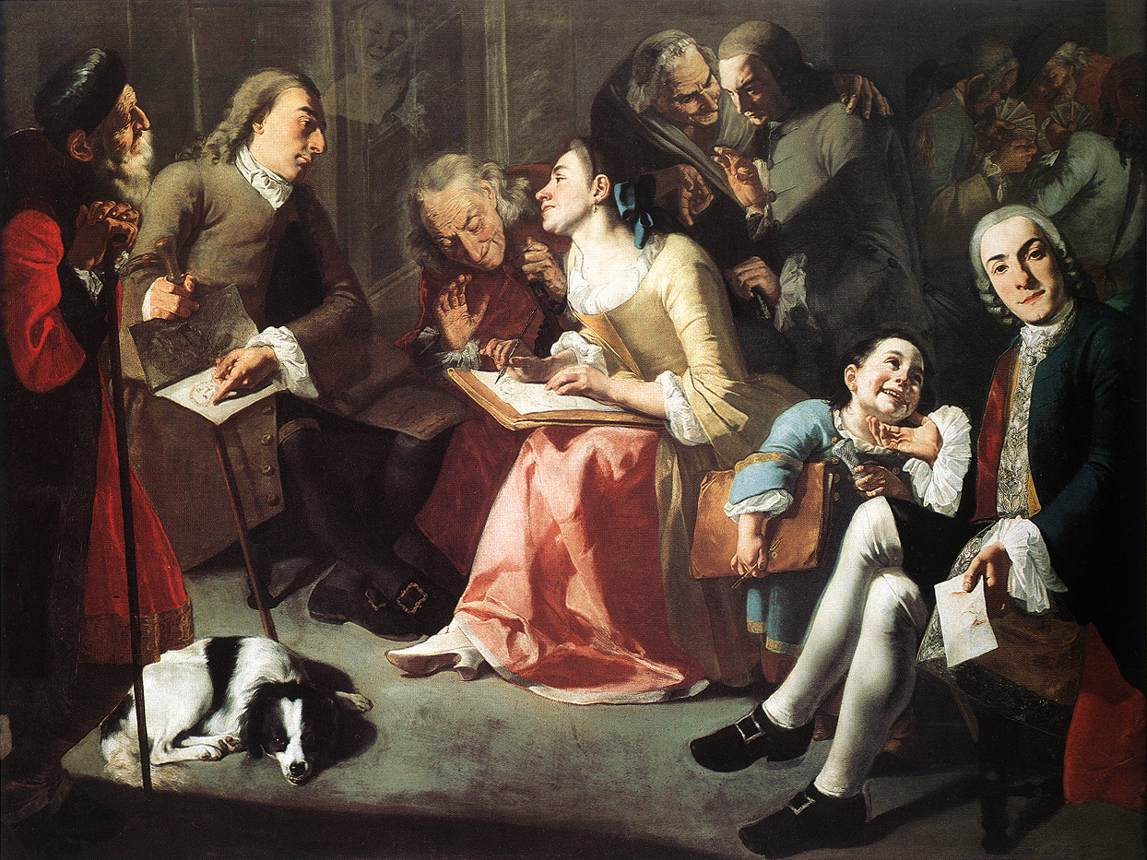
Lecția de desen
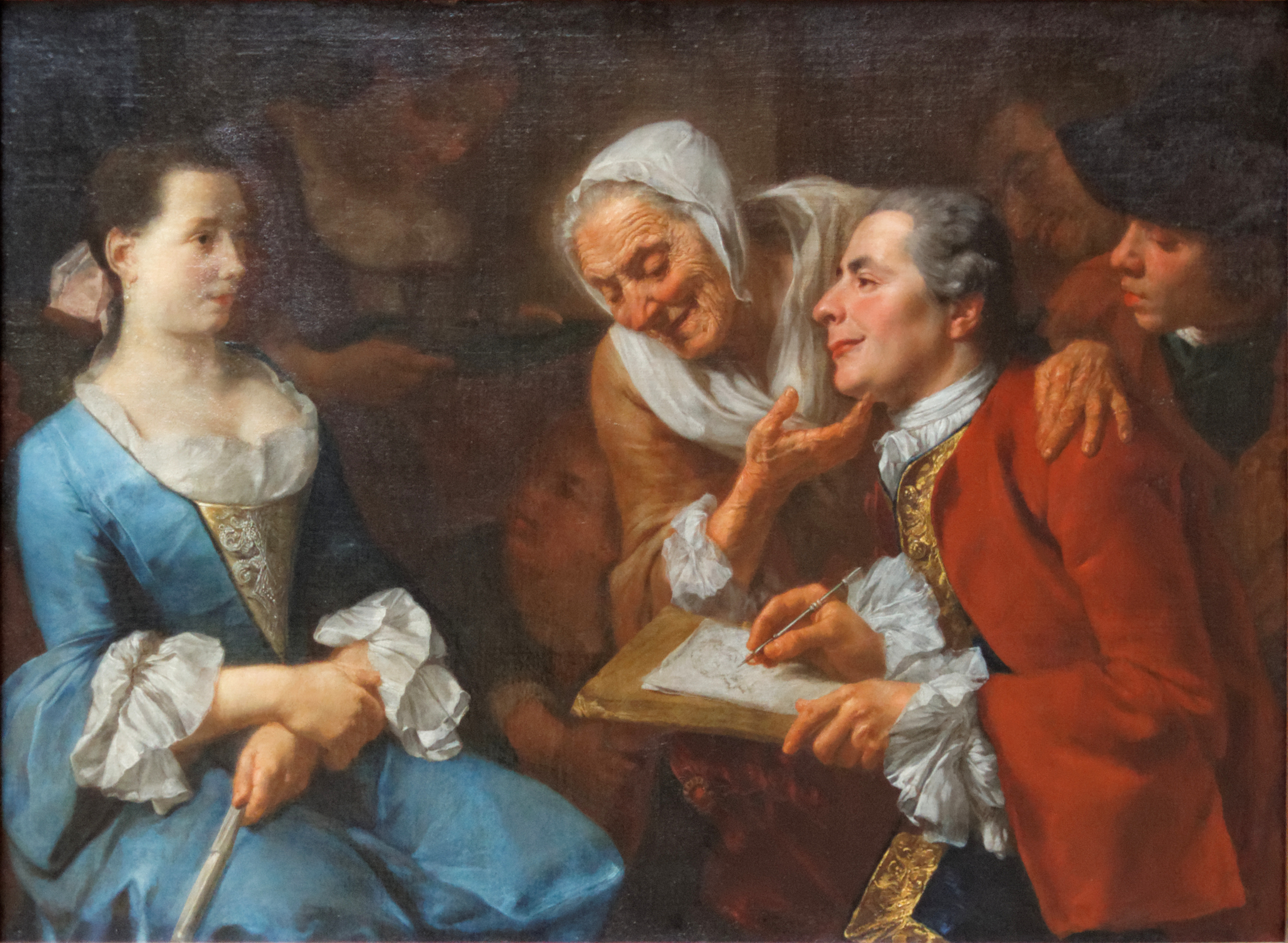
Pozând pentru portret
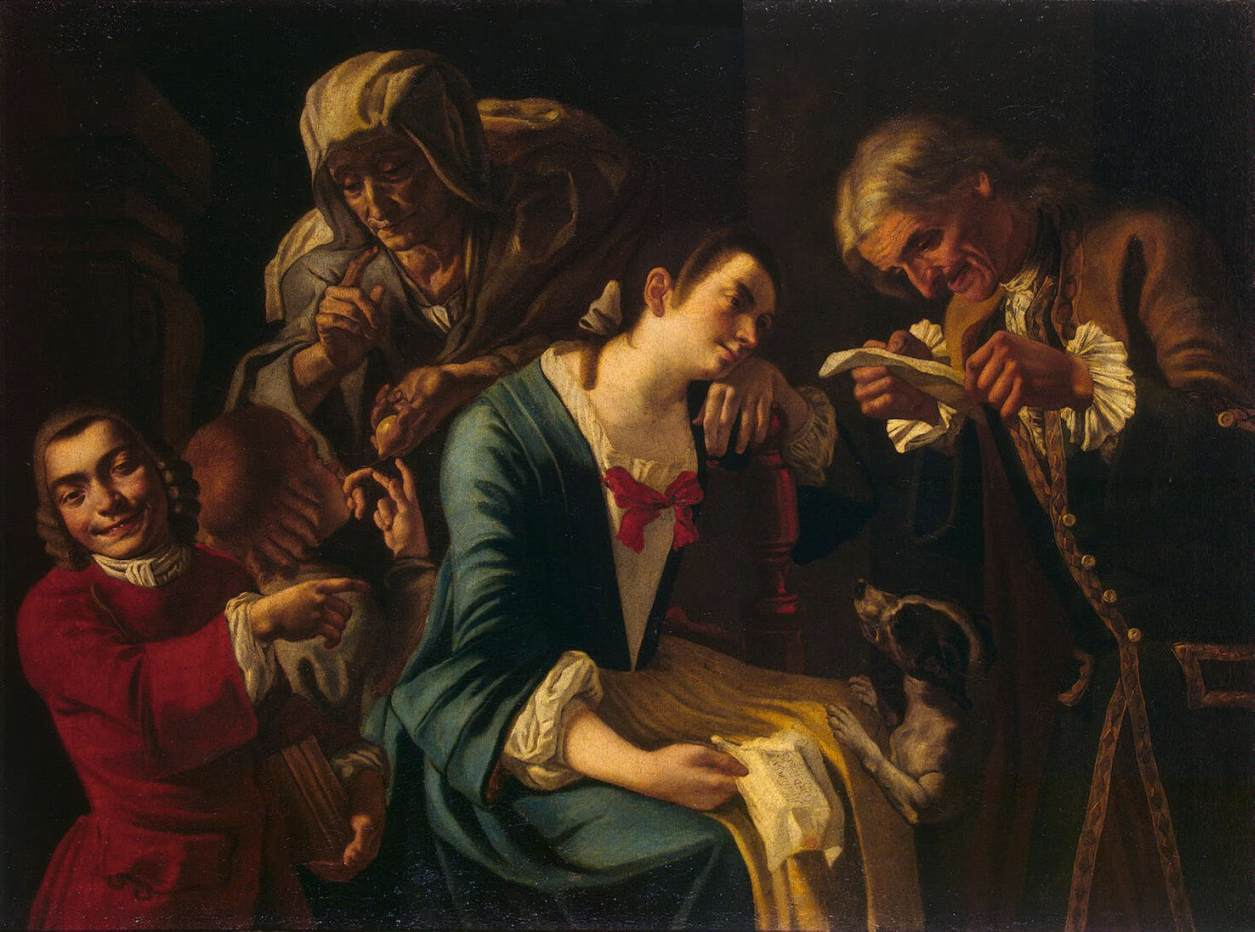
Citirea unei scrisori
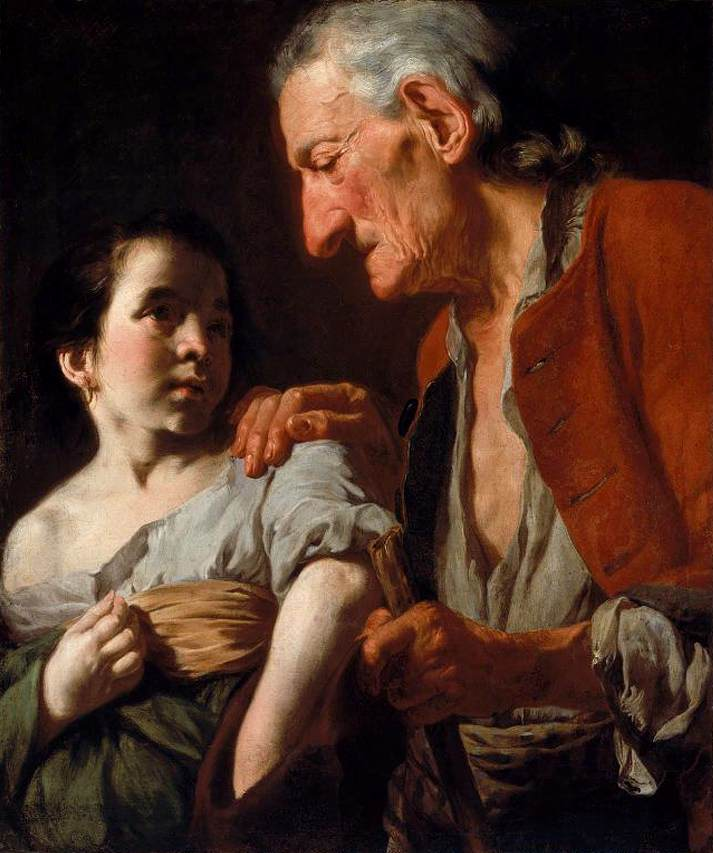
Cerșetor bătrân cu Urchin
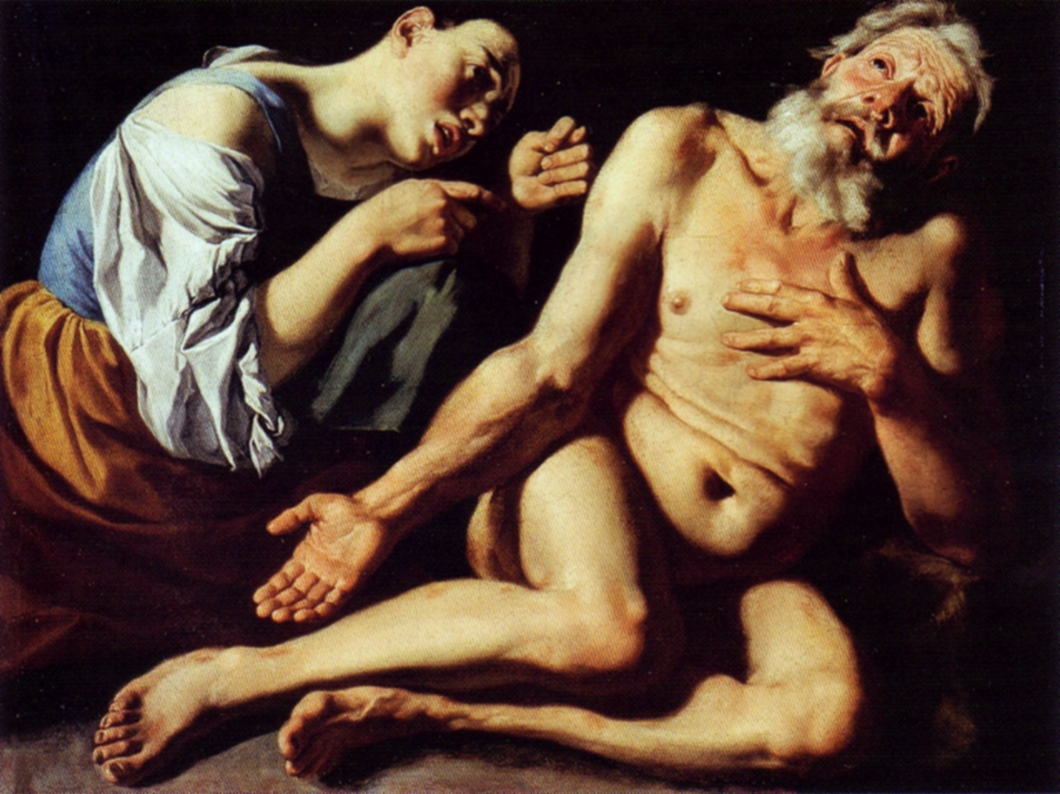
Iov batjocorit de soția lui
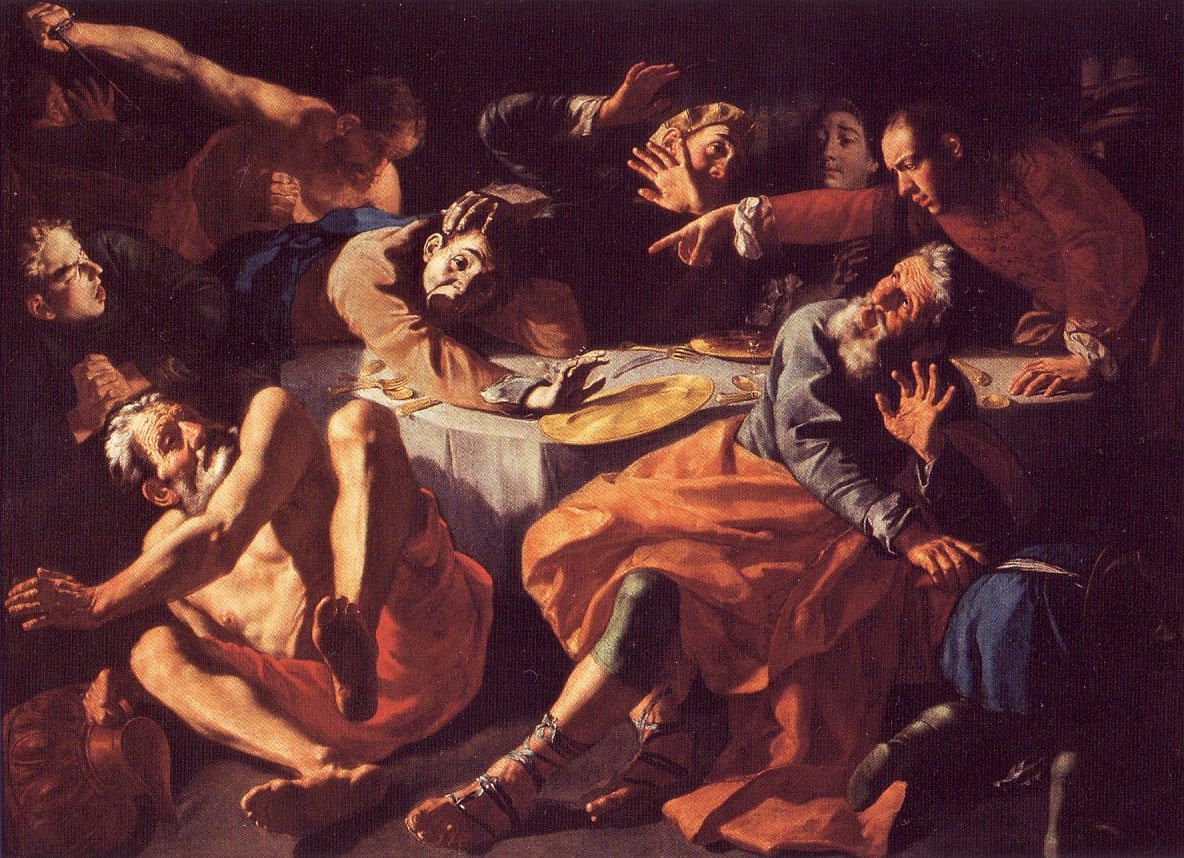
Absalom îl ucide pe Amnon
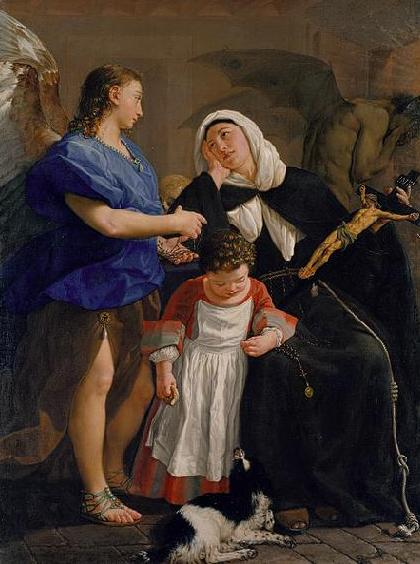
Sf. Margareta de Cortona
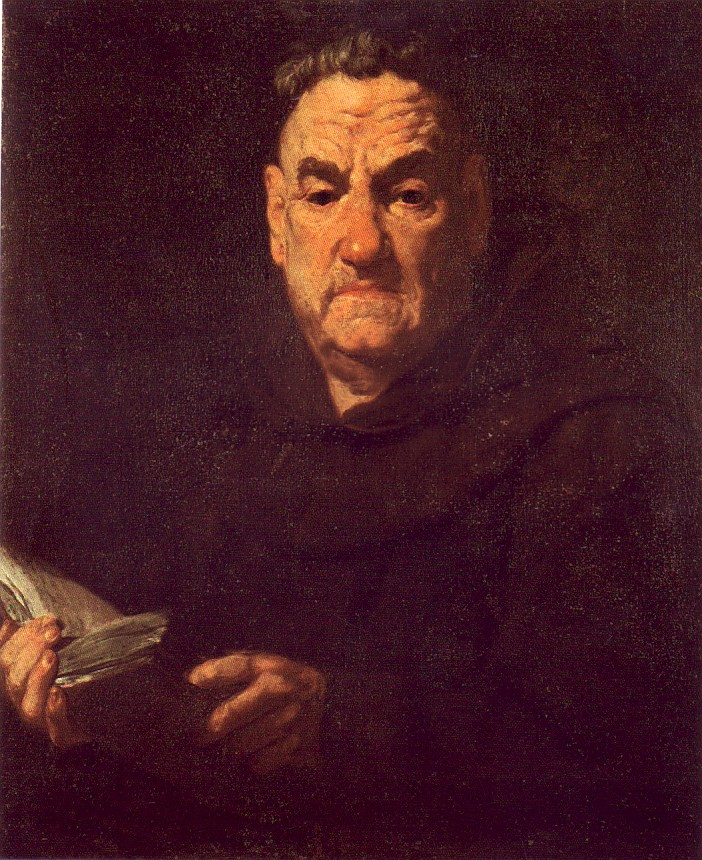
Portretul lui Fra Raffaello da Lugagnano
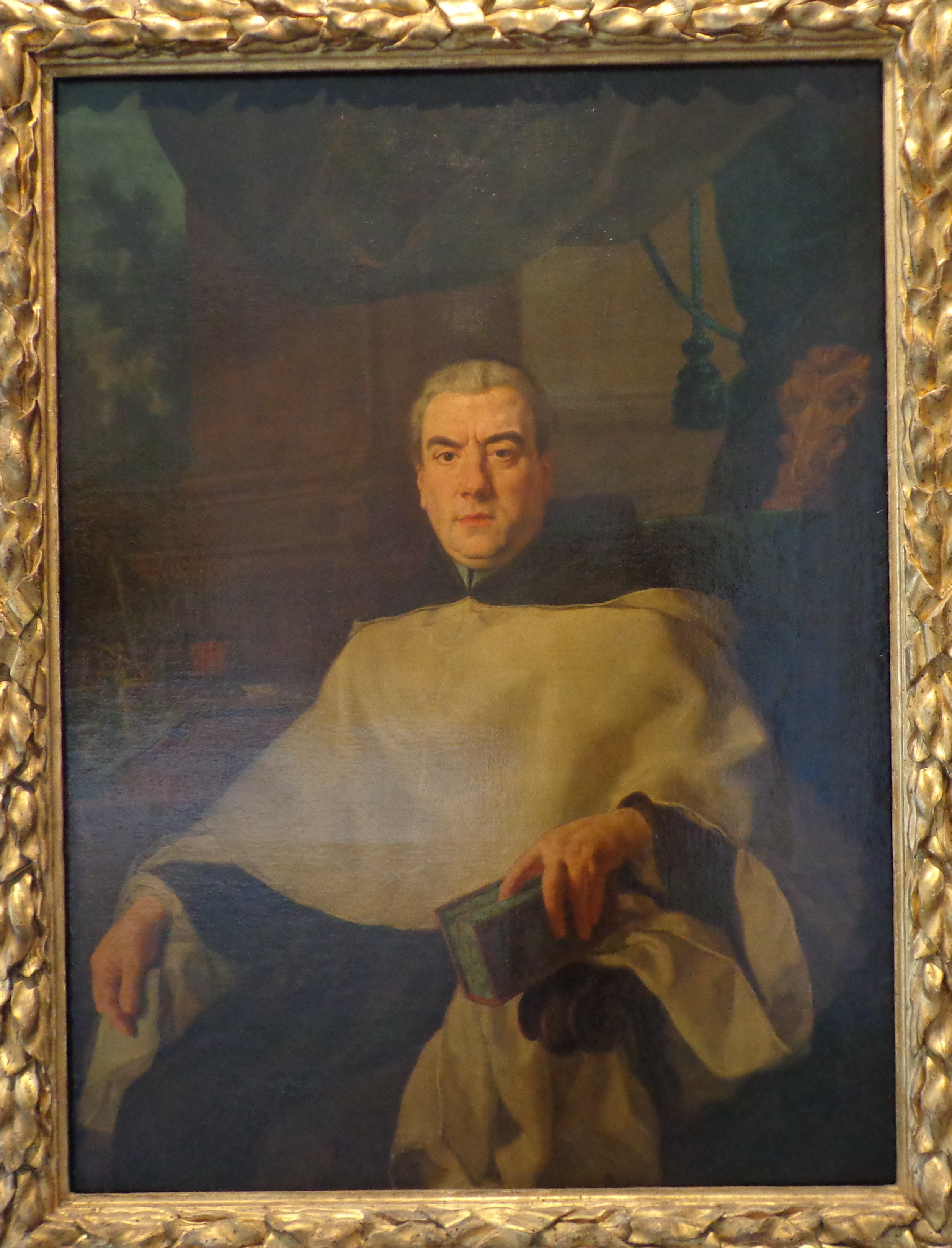
Portretul lui Gian Lorenzo Berti
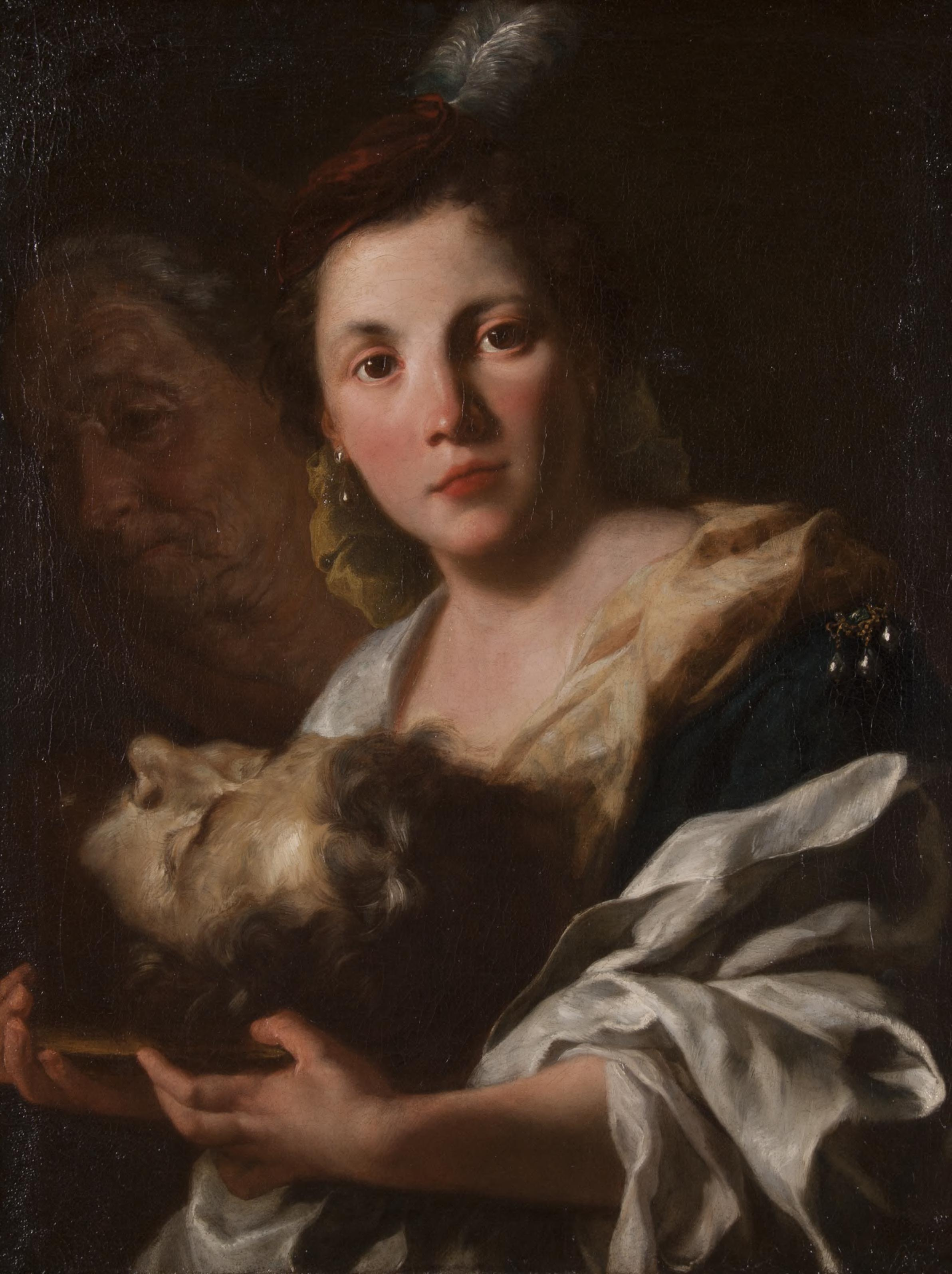
Iudita cu capul lui Holofernes